# Nicole Maillet
Nicole Maillet ist eine kanadische ehemalige Schauspielerin.

## Leben
Maillet debütierte 2004 in den Filmen Geraldine’s Fortune und Open Heart als Schauspielerin. 2005 folgte eine Besetzung im Fernsehfilm Trudeau II: Maverick in the Making. 2008 übernahm sie eine der Hauptrollen als Emma Wilson im Katastrophenfilm Lava – Die Erde verglüht. Im selben Jahr übernahm sie eine größere Rolle in dem Spielfilm Operation Marijuana. Im Folgejahr war sie in einer Episode der Fernsehserie G-Spot zu sehen. 2010 folgten Besetzungen in Ice Castles und Dog Pound. Letztmals war sie 2011 in dem Kurzfilm Omaha Fly By zu sehen.

## Filmografie
- 2004: Geraldine’s Fortune
- 2004: Open Heart (Fernsehfilm)
- 2005: Trudeau II: Maverick in the Making (Fernsehfilm)
- 2008: Lava – Die Erde verglüht (Lava Storm) (Fernsehfilm)
- 2008: Operation Marijuana (Growing Op)
- 2009: G-Spot (Fernsehserie, Episode 3x06)
- 2010: Ice Castles
- 2010: Dog Pound
- 2011: Omaha Fly By (Kurzfilm)